# Resolució 230 del Consell de Seguretat de les Nacions Unides
La Resolució 230 del Consell de Seguretat de les Nacions Unides, aprovada el 7 de desembre de 1966 després d'examinar l'aplicació de Barbados per a ser membre de les Nacions Unides, el Consell va recomanar a l'Assemblea general que Barbados fos admesa.